# Hanns In der Gand

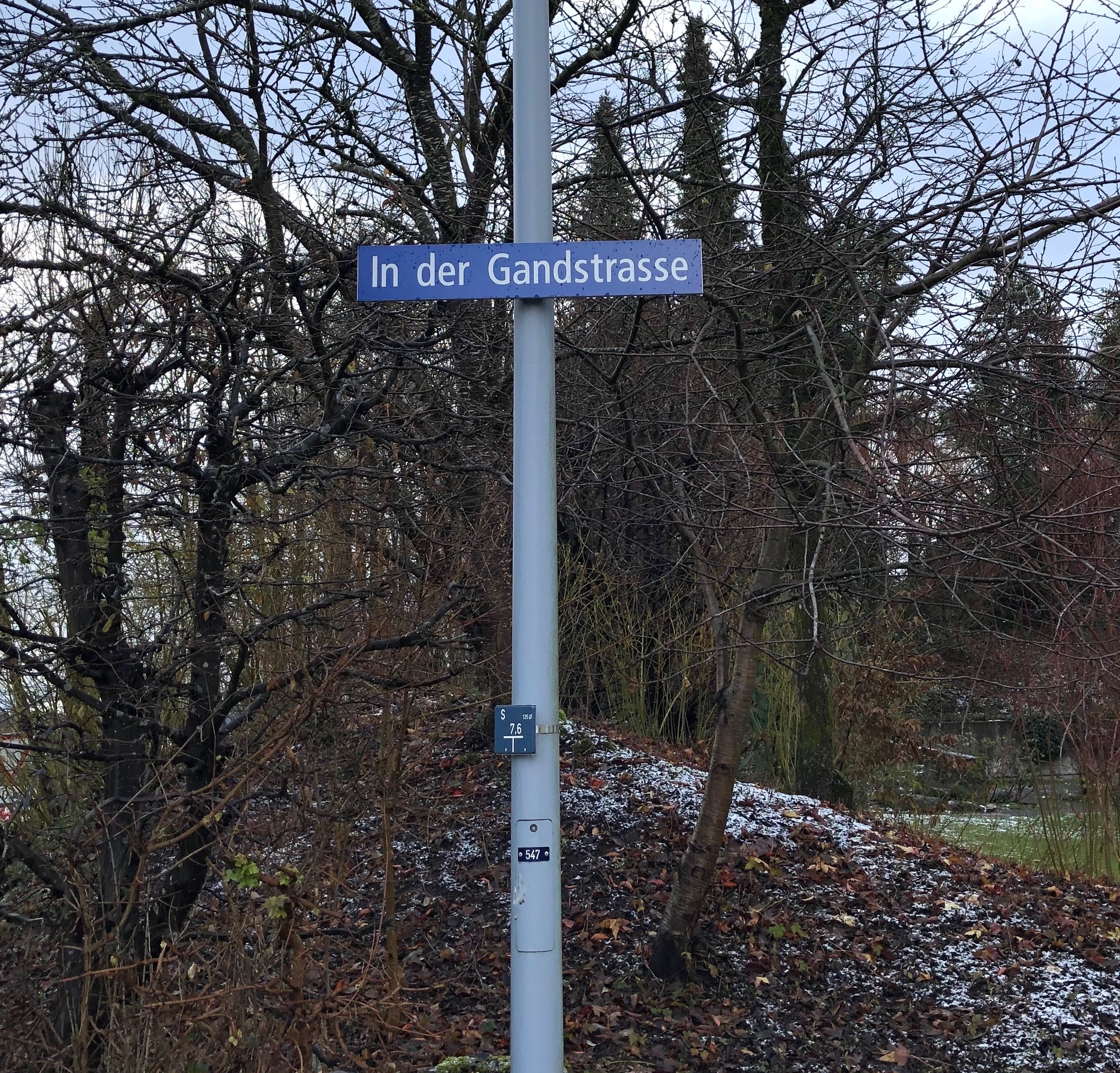
Strasse in Zumikon (Waltikon)

Hanns In der Gand, eigentlich Ladislaus Krupski, (* 25. Februar 1882 in La Vernaz, Savoyen; † 24. Mai 1947 in Zumikon, Kanton Zürich) war ein Schweizer Volksliedsammler und Soldatensänger.
Hanns In der Gand besuchte das Gymnasium in Luzern, begann dann ein Philologiestudium an der Universität Neuenburg und liess sich schliesslich am Konservatorium in Frankfurt am Main und in München zum Sänger ausbilden. Danach arbeitete er drei Jahre als Hofschauspieler in Altenburg (Sachsen-Altenburg), kehrte jedoch während des Ersten Weltkriegs in die Schweiz zurück und wurde Soldatensänger in der Schweizer Armee. In der Gands Vater war Pole, die Mutter war Deutsche. Er nahm den Urner Namen (nach Ernst Zahns Romanhelden Albin Indergand) an, um als Volksliedsammler leichter Zugang zu den Einheimischen zu haben.
Zwischen den beiden Weltkriegen sammelte In der Gand in allen Sprachgebieten der Schweiz Volkslieder, im Unterwallis und im Bündner Oberland auch instrumentale Volksmusik und Volksinstrumente. Er sang die von ihm gesammelten Volkslieder und begleitete sich dazu auf der Laute. Auf diese Weise sorgte er für deren Verbreitung. Auch im Zweiten Weltkrieg wirkte Hanns In der Gand als Soldatensänger (Geistige Landesverteidigung). Sein Aufsatz Volkstümliche Musikinstrumente der Schweiz von 1937 wurde wegleitend für die neueren Forschungen der 1970er-Jahre. Das wohl bekannteste von ihm aufgezeichnete Lied ist La petite Gilberte de Courgenay. Getextet und komponiert wurde es im Winter 1915/1916 durch die Entlebucher Militärmusiker Robert Lustenberger und Oskar Portmann.
Der Nachlass von Hanns In der Gand befindet sich im Schweizerischen Volksliedarchiv in Basel. In Zumikon erinnern ein Brunnen und eine Strasse an Hanns In der Gand.

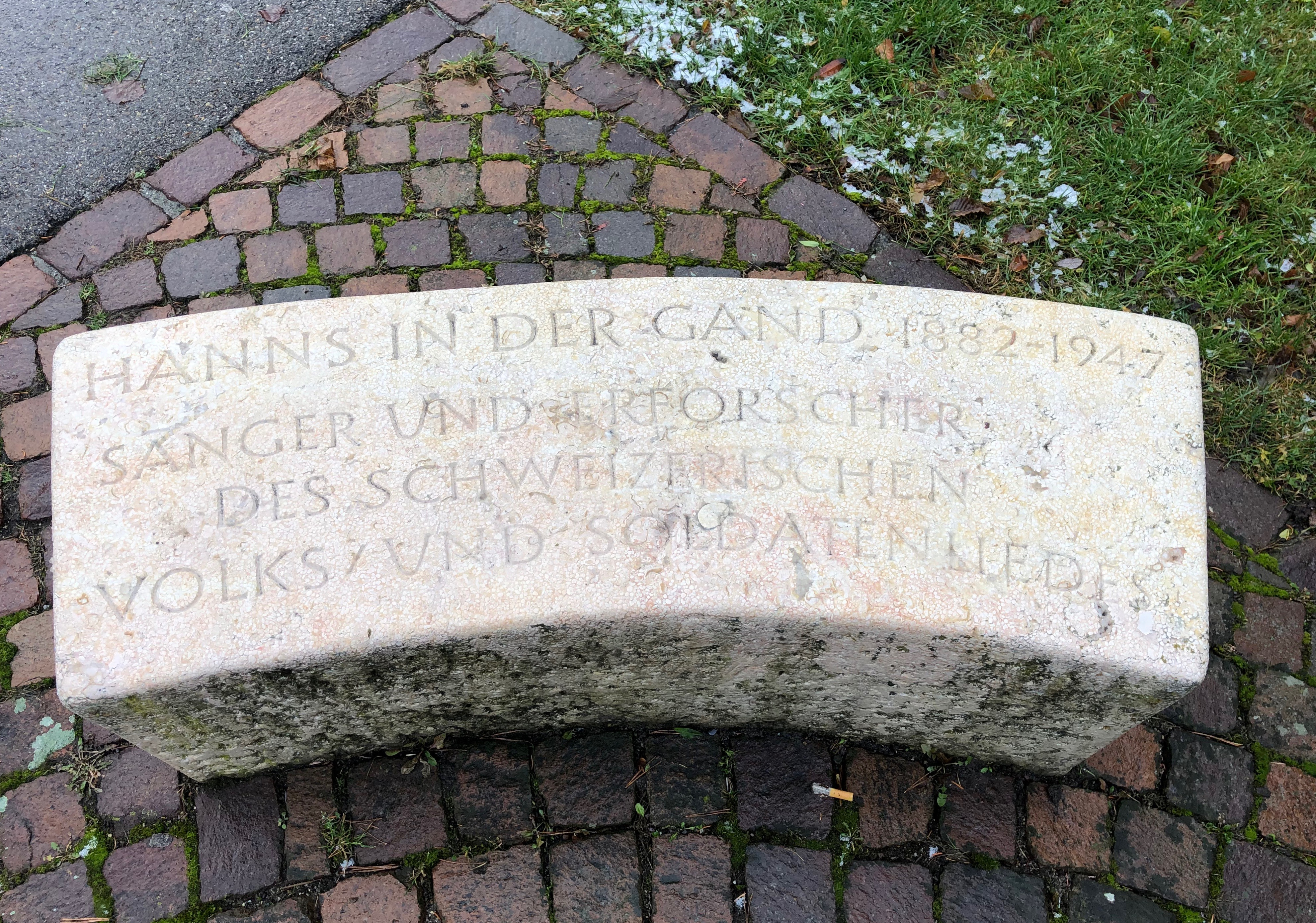
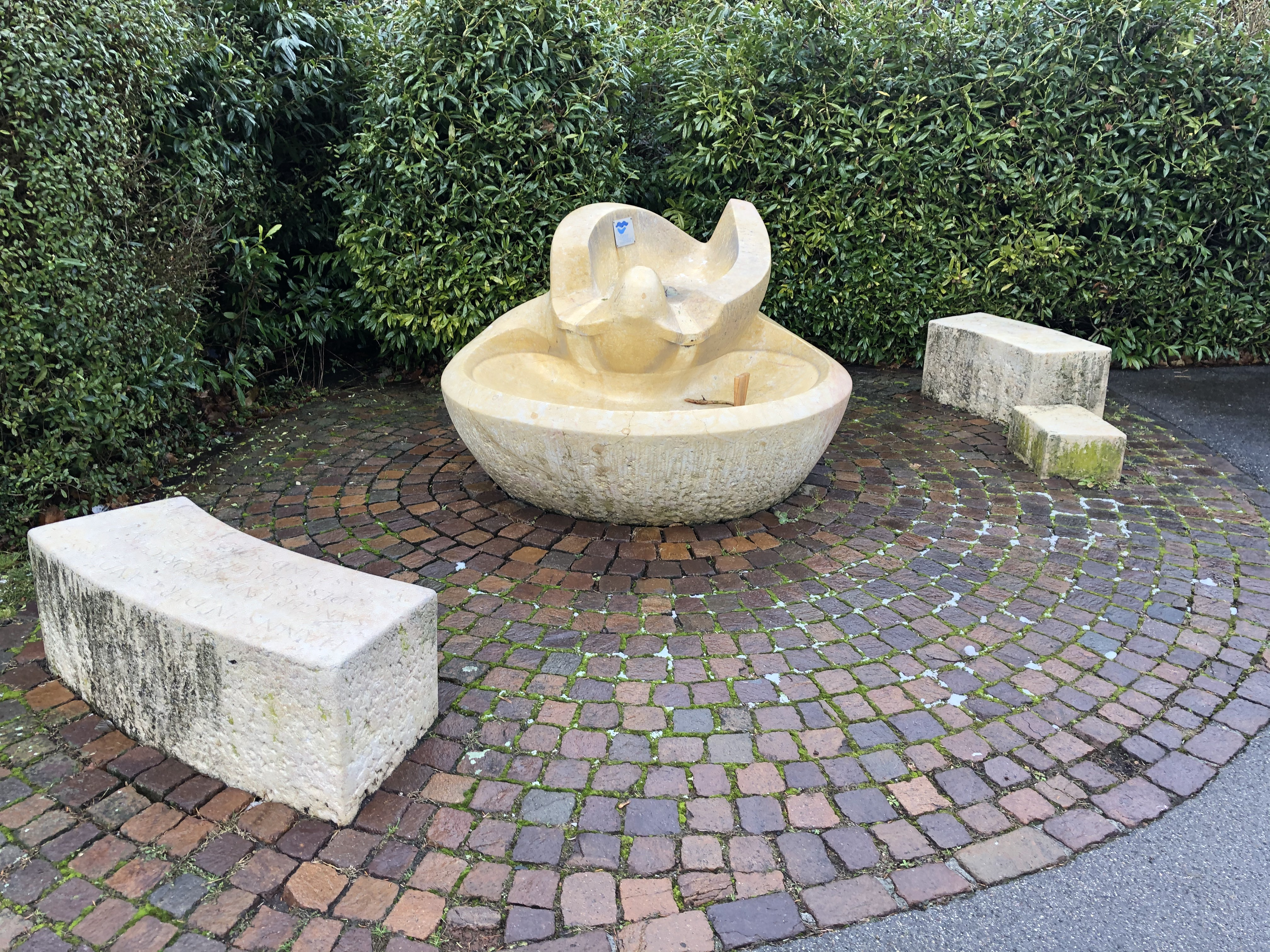
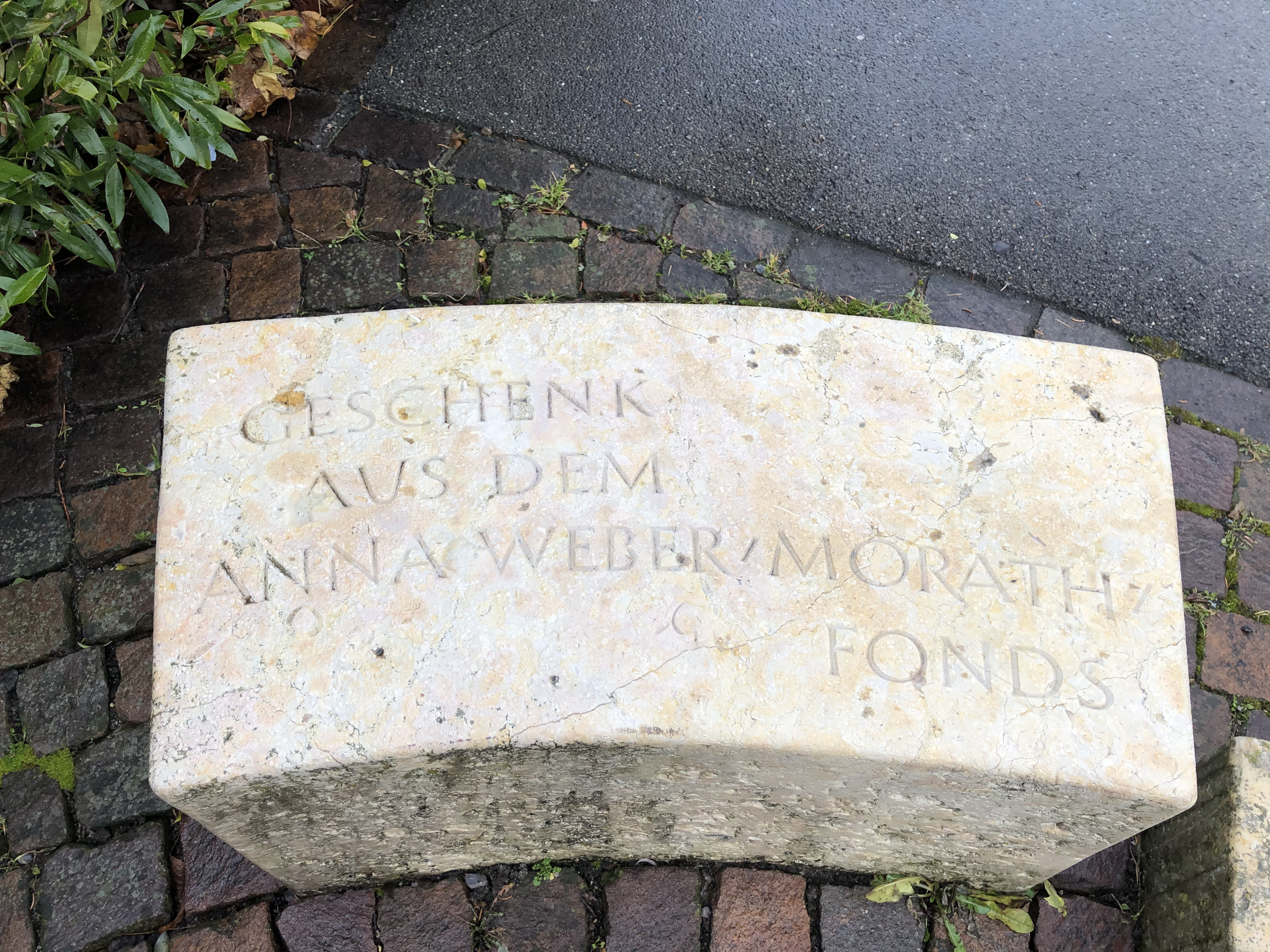

## Tonträger
- Der Volksliedsänger und -forscher Hanns in der Gand, Schweizerische Gesellschaft für Volkskunde, Fata Morgana, Bern 1984 (LP)